# Trybunał Obrachunkowy (Austria)
Trybunał Obrachunkowy (niem. Rechnungshof) – najwyższy organ kontroli działalności finansowej władz federalnych i samorządowych. Podlega bezpośrednio Radzie Narodowej i jest niezależny od Rządu Federalnego i rządów krajowych.
Na czele Trybunału Obrachunkowego stoi Prezes wybierany przez Radę Narodową większością 2/3 oddanych głosów w obecności co najmniej połowy posłów na 12-letnią kadencje bez możliwości ponownego wyboru.
Jego urzędnicy powoływani są przez Prezydenta Federalnego na wniosek i za kontrasygnatą Prezesa Trybunału Obrachunkowego.
Kontroluje on działalność finansową władz federalnych, krajów związkowych, związków gmin i gmin liczących co najmniej 10 tys. mieszkańców, a jego kontrole prowadzone są pod kątem poprawnego prowadzenia rachunków, legalności, gospodarności, oszczędności i celowości.
Opracowuje on każdego roku federalne sprawozdanie finansowe z wykonania budżetu i przedkłada je Radzie Narodowej do zatwierdzenia.
Współpracuje z Europejskim Trybunałem Obrachunkowym, a także z trybunałami obrachunkowymi utworzonymi przez kraje związkowe i Miejskim Trybunałem Obrachunkowym Wiednia.
Jest on też oficjalną siedzibą Międzynarodowej Organizacji Najwyższych Organów Kontroli oraz jej Sekretariatu Generalnego, a Prezes Trybunału Obrachunkowego z urzędu pełni funkcję Sekretarza Generalnego organizacji.

## Lista prezesów od zakończenia II wojnie światowej
|    | Imię i nazwisko   | Kadencja         | Kadencja         |
| Od | Imię i nazwisko   | Do               |                  |
| -- | ----------------- | ---------------- | ---------------- |
| 1. | Leopold Petznek   | 17 grudnia 1945  | 23 lutego 1947   |
| 2. | Josef Schlegel    | 23 lutego 1947   | 2 czerwca 1953   |
| 3. | Hans Frenzel      | 2 czerwca 1953   | 20 kwietnia 1964 |
| 4. | Jörg Kandutsch    | 20 kwietnia 1964 | 30 czerwca 1980  |
| 5. | Tassilo Broesigke | 30 czerwca 1980  | 1 lipca 1992     |
| 6. | Franz Fiedler     | 1 lipca 1992     | 30 czerwca 2004  |
| 7. | Josef Moser       | 1 lipca 2004     | 30 czerwca 2016  |
| 8. | Margit Kraker     | 1 lipca 2016     | nadal            |